# アイム・ア・ボーイ
「アイム・ア・ボーイ」（I'm a Boy）は、イギリスのロックバンド、ザ・フーの楽曲。1966年にシングルとしてリリースされた。作詞・作曲はピート・タウンゼント。オリジナル・アルバム未収録曲。

## 解説
純粋な新曲としては、3月リリースの「恋のピンチ・ヒッター」以来となるが、全英2位につける大ヒットとなった。曲の冒頭部のみ、タウンゼントがリード・ボーカルをとっている。この曲は、タウンゼントが考案したミュージカル「クアッズ（Quads）」から生まれている。物語は西暦2000年が舞台で、自分の子供の性別を自由に選べる時代になっており、ある女性が女の子4人を望んで出産するが、一人は男の子として生まれてくる。母親は男の子を女の子として扱おうとする・・・という内容である。「クアッズ」自体はその後破棄され、この曲のみが残った。
この曲は当時ザ・フーのマネージャーだったキット・ランバートが初めてプロデュースした作品でもあるが、この曲の間奏のコーラスは、イギリスのバロック作曲家ヘンリー・パーセルの曲からインスピレーションを受けている。これはランバートがタウンゼントに聴かせていたものであった。
B面収録の「イン・ザ・シティ」は、ザ・フーのナンバー中唯一のジョン・エントウィッスルとキース・ムーンの共作だが、スケジュールを知らされていなかったタウンゼントとロジャー・ダルトリーがスタジオに現れなかったため、エントウィッスルとムーンの二人だけで録音を行ったという経緯がある。

## 別バージョン
1971年にリリースしたベストアルバム『ミーティ・ビーティ・ビッグ・アンド・バウンシィ』には、オリジナル版よりもテンポを落とし、ジョン・エントウィッスルのフレンチホルンをフィーチャーしたバージョンがステレオ・ミックスにて収録されているが、これはオリジナル版リリース後の1966年10月に再レコーディングされたものである。また、このバージョンのモノラル・ミックスがベストアルバム『Ultimate Collection』の英米盤で発掘されている。またオリジナル・バージョンにもステレオ・ミックスが存在し、これら4つのバージョンが2008年の『ア・クイック・ワン』コレクターズ・ボックスおよび2012年のコレクターズ・エディションに収録された。また、この他にオリジナル・バージョンからイントロのコーラスやエントウィッスルのホルンが欠落したバージョンも存在し、これはボックスセット『Thirty Years of Maximum R&B』（1994年）に収録されている。
コンサートでも頻繁に演奏され、1995年にリリースされた『ライヴ・アット・リーズ』25周年版に、1970年のリーズ大学公演の音源が収録されている。